# Épée à deux mains

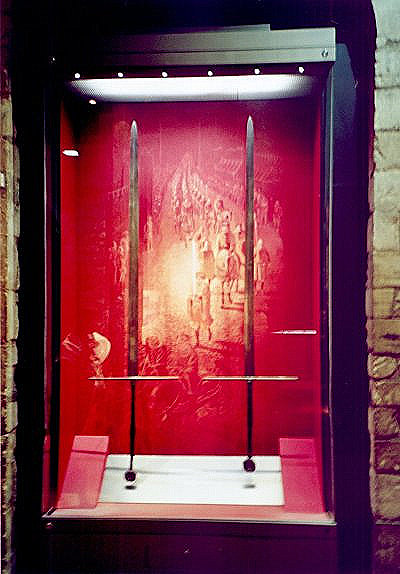
Zweihänder à la tour de Londres

L'épée à deux mains est une arme blanche à double tranchant (se distingue ainsi du sabre) constituée des parties habituelles de l'épée européenne médiévale : pommeau, fusée, garde, lame montée sur soie. Les premières épées longues, ou épées à deux mains, datent du XIII au XIV siècles, où elles avaient une taille de lame allant de 90 à 100 cm, puis jusqu'à 120 cm (épées du type XIIa et XIIIa dans la classification d'Oakeshott). Les tailles des épées ont augmenté avec l'apparition des "espadons", très longues épées dont les lames dépassent parfois 150 cm de long. Les plus courtes et légères des épées à deux mains étaient surnommée "épées bâtardes".
Dans les batailles, l'épée à deux mains était utilisée pour faucher dans les lignes ennemies, utilisation où elle a prouvé son efficacité contre la cavalerie. On l'utilisait aussi pour garder les coins et les flancs des carrés et phalanges de piquiers. Un type d'épée à deux mains appelé "brand d'arçon" était porté sur la selle du cheval et servait à créer un cercle de vide autour du chevalier s'il avait été désarçonné, pour qu'il puisse reprendre ses esprits.
Différents types d'épées à deux mains :
- Épée bâtarde (ou épée à une main et demie), utilisable à une ou deux mains
- Claymore épée longue des Hautes Terres d'Écosse
- Espadon (zweihänder en anglais et allemand), une épée du Moyen Âge tardif qui trouve ses origines dans des épées de tailles similaires depuis le XIIIe siècle
- Brand d'arçon, une épée à deux mains utilisée par les cavaliers après qu'ils avaient été désarçonnés.